# KkStB 70
| KEB V / kkStB 70 / BBÖ 70 / ČSD 402.0 | KEB V / kkStB 70 / BBÖ 70 / ČSD 402.0 | KEB V / kkStB 70 / BBÖ 70 / ČSD 402.0 |
| ------------------------------------- | ------------------------------------- | ------------------------------------- |
| KEB V Nr. 200 später kkStB/BBÖ 70.21  |                                       |                                       |
| Bauart                                | D n2                                  | D n2                                  |
| Höchstgeschwindigkeit                 | 35 km/h                               | 35 km/h                               |
| Länge                                 | k. A.                                 | k. A.                                 |
| Höhe                                  | k. A.                                 | k. A.                                 |
| Leermasse                             | 38,0 t                                | 38,0 t                                |
| Reibungsmasse                         | 43,5 t                                | 43,5 t                                |
| Dienstmasse                           | 43,5 t                                | 43,5 t                                |
| Treibraddurchmesser                   | 1100 mm                               | 1100 mm                               |
| fester Radstand                       | 2397 mm                               | 2397 mm                               |
| Gesamtradstand                        | 3582 mm                               | 3582 mm                               |
| Zylinderdurchmesser                   | 448 mm                                | 448 mm                                |
| Kolbenhub                             | 579 mm                                | 579 mm                                |
| Kesselüberdruck                       | 10 atü                                | 10 atü                                |
| Anzahl d. Rohre                       | 188/192                               | 188/192                               |
| Rohrheizfläche                        | 150,7 m²                              | 148,4 m²                              |
| Strahlungsheizfläche                  | 9,1 m²                                | 9,0 m²                                |
| Rostfläche                            | 1,75 m²                               | 1,75 m²                               |
| Tender                                | 8, 10, 18, 22, 31, 34, 36, 40, 66     | 8, 10, 18, 22, 31, 34, 36, 40, 66     |

Die Dampflokomotivreihe kkStB 70 war eine Güterzug-Schlepptenderlokomotivreihe der kkStB, deren Lokomotiven ursprünglich von der Kaiserin Elisabeth-Bahn (KEB) stammten.

## Geschichte
Die ersten acht Lokomotiven wurden 1873 von der Sächsischen Maschinenfabrik in Chemnitz mit den Fabriknummern 642 bis 650 an die Kaiserin Elisabeth-Bahn geliefert. Sie erhielten die Namen LIETZEN, RADSTADT, TAUERN, WERFEN, LOFER, ZELL, LEND, ABTENAU und WÖRGL. Die TAUERN erhielt 1873 auf der Weltausstellung in Wien ein Ehrendiplom.
Weitere 16 Maschinen wurden 1874 und 1875 von den österreichischen
Herstellern Wiener Neustädter Lokomotivfabrik und Lokomotivfabrik Floridsdorf geliefert.
Sie hatte Innenrahmen und Innensteuerung und wurden von der KEB der Reihe V zugeordnet.
Nach der Verstaatlichung der KEB ordnete die kkStB sie als Reihe 70 ein.
Nach 1888 erhielten sie neue Kessel.
Die Tabelle gibt die Maße der neuen Kessel wieder, die sich in Details unterschieden.
Nach dem Ersten Weltkrieg verblieben zwei Exemplare bei der BBÖ, die sie bis 1936 ausmusterte.
Die ČSD bekam fünf Stück, die sie als Reihe 402.0 einreihte und bis in die 1940er Jahre im Einsatz hatte.
Einige Maschinen kamen auch zur CFR.